# GRB 221009A
GRB 221009A (Swift J1913.1+1946) — необычно яркий и длинный гамма-всплеск, обнаруженный космическим аппаратом Swift 9 октября 2022 года, он длился более пяти минут («длинный» гамма-всплеск).
Чуть позже детекторы, установленные на борту космического гамма-телескопа «Ферми», и российский гамма-спектрометр «Конус» на КА GGS WIND подтвердили данное событие.
Данный гамма-всплеск — один из самых близких, но также он является одним из самых энергичных и ярких, когда-либо наблюдавшихся, не учитывая расстояние. Анализ показал, что GRB 221009A был в 70 раз ярче, чем любой другой ранее наблюдавшийся всплеск гамма-излучения.
Гамма-всплеск был также полностью зарегистрирован корейским гамма-спектрометром KGRS (Korea Gamma-ray Spectrometer) на борту лунного орбитального аппарата KPLO. Наблюдения KGRS показали хорошее согласование с данными других инструментов, в частности, с монитором Fermi GBM, после учёта разницы во времени прихода сигнала (~1,955 с) и соответствующей обработки данных. Событие характеризовалось двумя основными импульсами: первый, чрезвычайно интенсивный, был зафиксирован в 13:21 UTC, а второй, значительно слабее (с пиковой интенсивностью примерно в 282 раза меньше), — приблизительно через 6 минут. В пике первого импульса скорость счёта KGRS превышала фоновый уровень до 1479 раз (без учёта мёртвого времени), при этом мёртвое время детектора достигало 50%, что указывает на ещё более высокую реальную интенсивность потока. Несмотря на экстремальную яркость всплеска, системы KGRS продемонстрировали стабильную работу без существенных сбоев. Измеренные энергетические спектры излучения в ходе события не выявили выраженных спектральных линий или других особенностей.
В 2024 году при помощи космического телескопа «Джеймс Уэбб» исследователи выяснили, что рекордно яркое событие GRB 221009A было вызвано взрывом сверхновой, однако не нашли никаких свидетельств присутствия тяжёлых элементов вокруг взорвавшейся звезды.

## Изображения

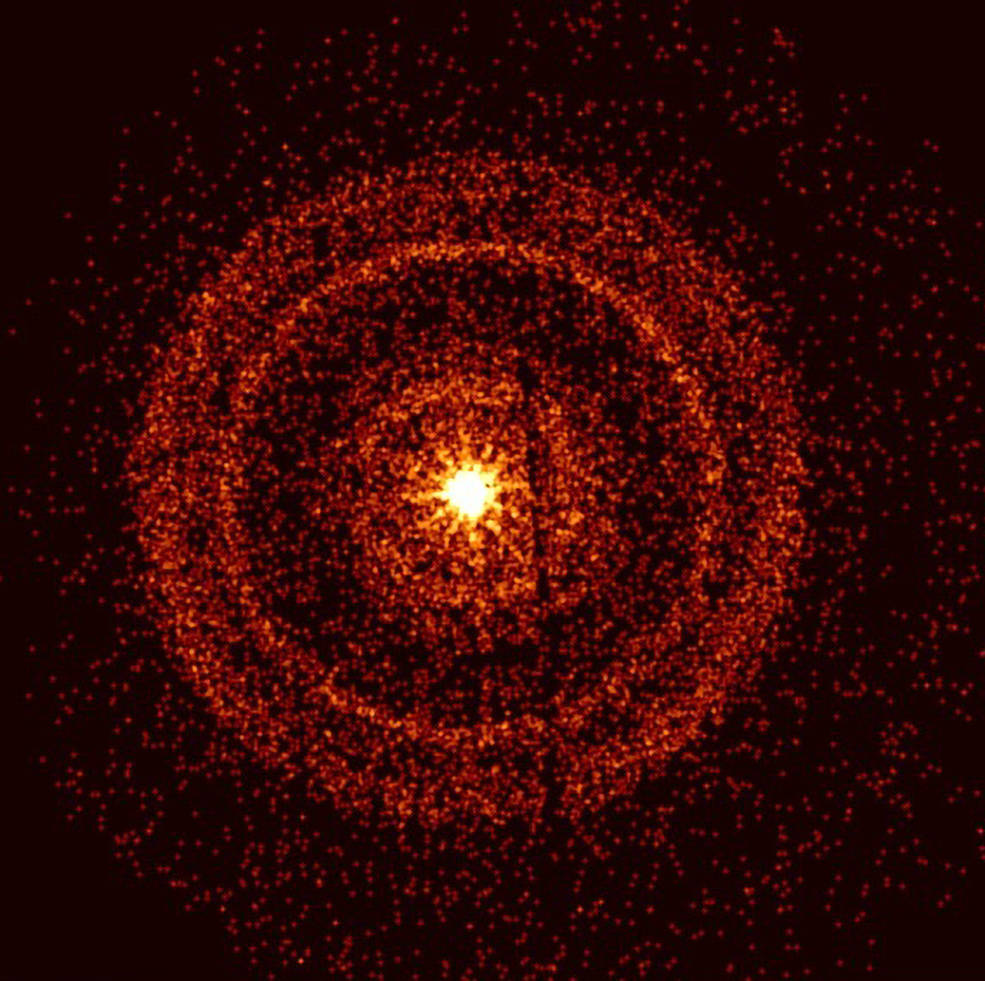
GRB 221009A в рентгеновском диапазоне, снимок космического аппарата Swift
Таймлапс 221009A в гамма диапазоне, снятый при помощи космического гамма-телескопа «Ферми»
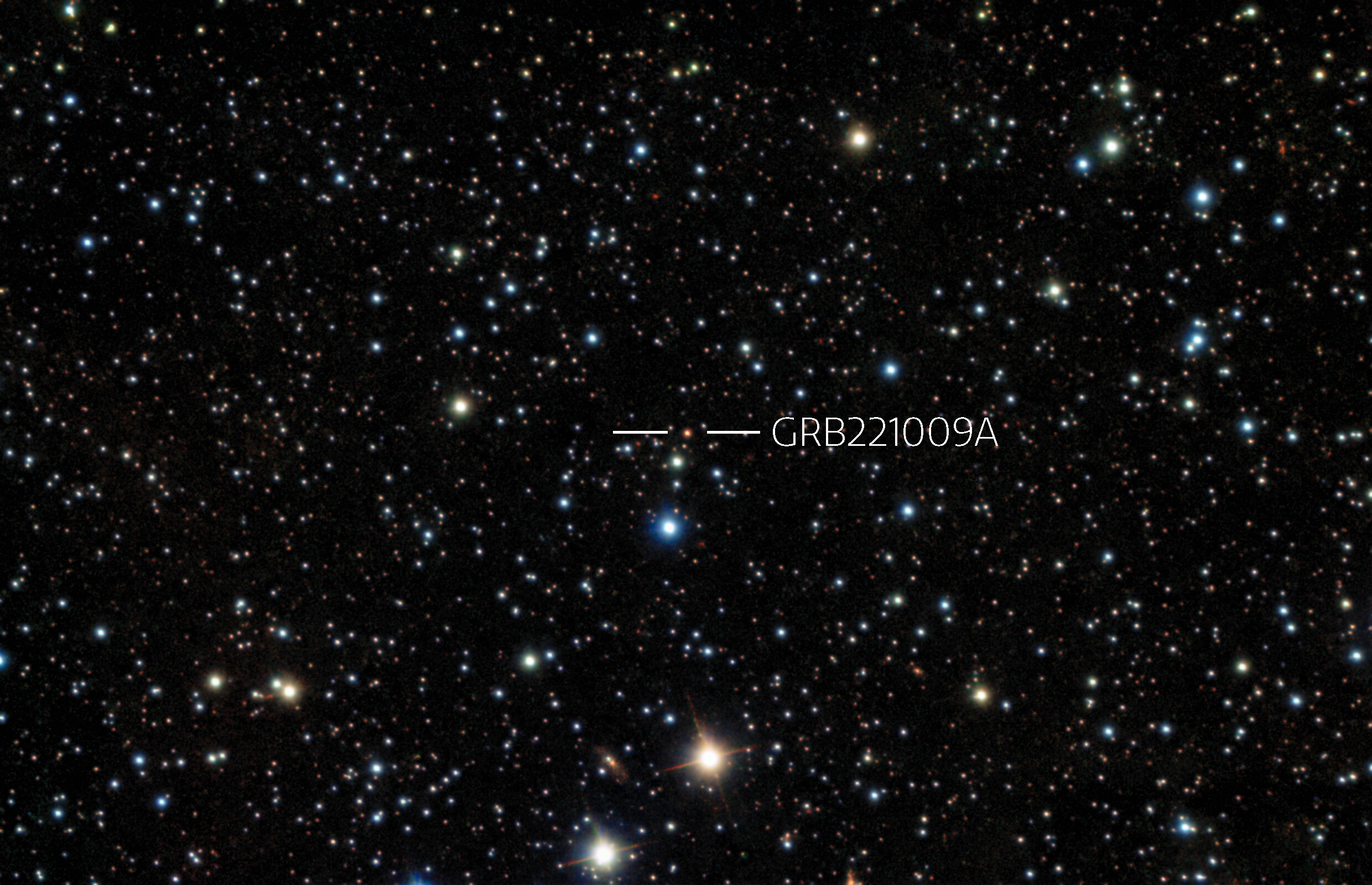
Комбинированное изображение GRB 221009A в оптическом диапазоне, полученное обсерваторией «Джемини»